# Karl Weyprecht
Karl Weyprecht (König, Odenwald, Alemania, 8 de septiembre de 1838-Michelstadt, Alemania, 29 de marzo de 1881) fue un marino y explorador alemán. Descubrió la Tierra de Francisco José. Propuso, y fue aceptado, un plan de cooperación internacional en las investigaciones científicas polares.

## Nacimiento - carrera naval
Nació el 8 de septiembre de 1838 en König, Odenwald, Alemania. En 1856 ingresó como cadete de la armada austriaca y en 1861 se graduó de oficial. Hizo varios viajes al Oriente y a América; pasó dos años en un levantamiento hidrográfico de la costa de Dalmacia.

## Expediciones al Ártico
Bajo el patrocinio del gobierno austríaco, con Julius von Payer como su lugarteniente, dirigió dos expediciones al Ártico que tenían como objetivo explorar hacia el noreste de Nueva Zembla en la búsqueda de un paso hacia el noreste.

### Primer viaje
Realizado en 1871, fue un reconocimiento de los mares que hay entre Spitsbergen y Nueva Zembla y que alcanzó la L:78°48’ N.

### Segundo viaje
Efectuado entre los años 1872 y 1874, su barco, el Tegetthoff, quedó atrapado por los hielos y derivó hacia el norte y el oeste por más de un año. El 30 de agosto de 1873, descubrieron la Tierra de Francisco José y permanecieron el año siguiente explorando en la zona. Finalmente, el barco fue abandonado y la dotación regresó a Nueva Zembla en trineo y en botes pequeños, viaje que duró 96 días.

## Plan para investigar las regiones polares
Cuando regresó a Austria, presentó un plan para investigar las regiones polares a nivel internacional, proponiendo que los gobiernos interesados establecieran una o más estaciones en las que se pudiera realizar un trabajo científico de manera simultánea según un plan previamente coordinado. Esta proposición fue acogida por el mundo científico y obtuvo su primera sanción en el segundo Congreso Internacional de Meteorología celebrado en Roma, en abril de 1879.

### Primer Año Polar Internacional
Se formó una comisión polar internacional que organizó y realizó el primer Año Polar Internacional -API- en 1882-1833. Once países establecieron doce estaciones en el ártico y dos en el antártico. El resultado del trabajo de campo de estas estaciones fue publicado por la comisión. La empresa fue seguida por un segundo Año Polar Internacional en 1932-1933 y en 1957-1958 el Año Geofísico Internacional.

## Publicaciones
Weyprecht publicó Nuevas tierras dentro del círculo ártico - (1876), La metamorfosis del hielo polar - (1879), 
y la Introducción práctica de la observación de las luces del norte y los fenómenos magnéticos en latitudes altas - (1881).